# Joy Behar
Josephina Victoria « Joy » Behar, née Occhiuto le 7 octobre 1942 à Brooklyn, est une animatrice de télévision, ancienne humoriste de stand-up, écrivaine et actrice américaine. 

## Biographie
Joy Behar est principalement connue pour être l'une des animatrices, depuis 1997, de l'émission américaine The View, diffusée sur ABC, pour laquelle est a été à plusieurs reprises nommée et récompensée. 
Elle a animé de 2009 à 2011 The Joy Behar Show, une émission d'information quotidienne diffusée sur la chaîne d'information en continu HLN, petite sœur de CNN.

## Filmographie
- 1996 : Love Is All There Is de Joseph Bologna et Renée Taylor : Mary